# Miloš Pantović (calciatore 1996)
Miloš Pantović (in serbo Милош Пантовић?; Monaco di Baviera, 7 luglio 1996) è un calciatore serbo con cittadinanza tedesca, centrocampista dell'OFK Belgrado.

## Caratteristiche tecniche
È un'ala destra.

## Carriera

### Club
Cresciuto nel settore giovanile di Bayern Monaco, debutta in prima squadra il 17 ottobre 2015 subentrando nei minuti di recupero dell'incontro di Bundesliga vinto 1-0 contro il Werder Brema. Utilizzato principalmente dalla squadra riserve, con cui colleziona 94 presenze segnando 34 reti in quarta divisione, nel 2018 viene ceduto a titolo definitivo al Bochum.

### Nazionale
Ha giocato nelle nazionali giovanili serbe Under-20 ed Under-21.

## Statistiche

### Presenze e reti nei club
Statistiche aggiornate al 22 agosto 2023.
| Stagione                | Squadra                 | Campionato              | Campionato | Campionato | Coppe nazionali | Coppe nazionali | Coppe nazionali | Coppe continentali | Coppe continentali | Coppe continentali | Altre coppe | Altre coppe | Altre coppe | Totale | Totale | Totale |
| Stagione                | Squadra                 | Comp                    | Pres       | Reti       | Comp            | Pres            | Reti            | Comp               | Pres               | Reti               | Comp        | Pres        | Reti        | Pres   | Reti   |        |
| ----------------------- | ----------------------- | ----------------------- | ---------- | ---------- | --------------- | --------------- | --------------- | ------------------ | ------------------ | ------------------ | ----------- | ----------- | ----------- | ------ | ------ | ------ |
| 2014-2015               | Bayern Monaco II        | RL                      | 6          | 0          | -               | -               | -               | -                  | -                  | -                  | -           | -           | -           | 6      | 0      |        |
| 2015-2016               | Bayern Monaco II        | RL                      | 28         | 7          | -               | -               | -               | -                  | -                  | -                  | -           | -           | -           | 28     | 7      |        |
| 2016-2017               | Bayern Monaco II        | RL                      | 27         | 15         | -               | -               | -               | -                  | -                  | -                  | -           | -           | -           | 27     | 15     |        |
| 2017-2018               | Bayern Monaco II        | RL                      | 33         | 12         | -               | -               | -               | -                  | -                  | -                  | -           | -           | -           | 33     | 12     |        |
| Totale Bayern Monaco II | Totale Bayern Monaco II | Totale Bayern Monaco II | 94         | 34         |                 | -               | -               |                    | -                  | -                  |             | -           | -           | 94     | 34     |        |
| 2015-2016               | Bayern Monaco           | BL                      | 1          | 0          | CG              | 0               | 0               | UCL                | -                  | -                  | SG          | 0           | 0           | 1      | 0      |        |
| 2018-2019               | Bochum                  | 2L                      | 15         | 1          | CG              | 1               | 0               | -                  | -                  | -                  | -           | -           | -           | 16     | 1      |        |
| 2019-2020               | Bochum                  | 2L                      | 20         | 0          | CG              | 1               | 0               | -                  | -                  | -                  | -           | -           | -           | 21     | 0      |        |
| 2020-2021               | Bochum                  | 2L                      | 28         | 3          | CG              | 3               | 1               | -                  | -                  | -                  | -           | -           | -           | 31     | 4      |        |
| 2021-2022               | Bochum                  | BL                      | 28         | 4          | CG              | 4               | 4               | -                  | -                  | -                  | -           | -           | -           | 32     | 8      |        |
| Totale Bochum           | Totale Bochum           | Totale Bochum           | 91         | 8          |                 | 9               | 5               |                    | -                  | -                  |             | -           | -           | 100    | 13     |        |
| 2022-2023               | Union Berlino           | BL                      | 13         | 1          | CG              | 1               | 0               | UEL                | -                  | -                  | -           | -           | -           | 14     | 1      |        |
| 2023-2024               | Union Berlino           | BL                      | 1          | 1          | CG              | 0               | 0               | UCL                | 0                  | 0                  | -           | -           | -           | 1      | 1      |        |
| Totale carriera         | Totale carriera         | Totale carriera         | 200        | 44         |                 | 10              | 5               |                    | 0                  | 0                  |             | 0           | 0           | 210    | 49     |        |

## Palmarès

### Club

#### Competizioni nazionali
- Campionato tedesco di seconda divisione: 1

Bochum: 2020-2021